# カズ山

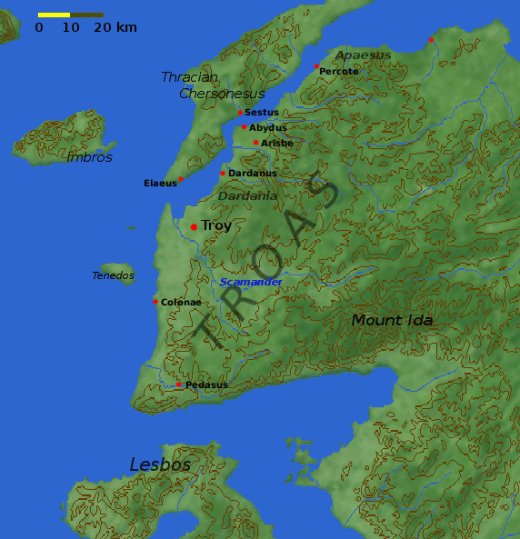
カズ山（イダ山）の位置

カズ山（トルコ語: Kaz Dağı、発音：kɑzdɑɰɯ）またはイダ山（トルコ語: İda Dağı）は、トルコ北西部、トロイア遺跡の南東、エドレミット湾の北海岸に位置する山。古代ギリシアでは、「イーデー山（イデ山、アッティカ方言：Ἴδη, Idê）」あるいは「イーダ山（イダ山、ドーリス方言：Ἴδα, Ida）」という名で知られていた。トルコ語をそのままカタカナ化したカズ・ダー表記も使われることがある。

## 地理
カズ山はバルケスィル県エドレミット地区の北の高地に広がる、およそ700km²の山塊である。道沿いにいくつかの小さな村がある。この山に源流がある河川は、主に南のエドレミット湾に流れ込む。海岸は起伏が多く「オリーブのリヴィエラ」として知られている。しかし、カラメンデレス川（en, 古名：スカマンドロス川）は別の場所から東に下る。その谷を人々はかつて「トロイの谷（the Vale of Troy）」と呼んでいた。1993年から、カズ山の2.4km²の地域がカズ山国立公園として保護されている。
森林限界が比較的低いため、山頂は吹きさらしでむきだしだが、穏やかな地中海性気候と冷涼な中央アナトリアの気候の境界にあたる山の斜面は、氷河時代以降孤立された、豊かな固有の植物相を有している。切り開かれた標高の低いところの気候は暑く乾燥している。乾期は5月から10月までである。年間降雨量は平均で631mmから733mmの間である。年間平均気温は15.7℃で、エドレミットの史上最高温度は43.7℃である。山頂近くの森は、主にコーサカスモミから成っている。

## 伝説

### 崇拝の対象

#### キュベレー
古代には、イダ山はキュベレー崇拝の地で、ローマでは「Idaea Mater（イデーア・マーテル）」という添え名を与えていた。

#### 『シビュラの書』
ローマ人によると、シビュラ（巫女）の言葉を集めた『シビュラの書』は、大キュロスの時代、イダ山のゲルギス（Gergis）で生まれたと言われる。この書はヘレスポントのシビラ（Hellespontine Sibyl）の作とされ、ゲルギスのアポローン神殿に収められていた。その後、ゲルギスからエリュトライ（Erythrae）に渡り、そこでエリュトライのシビュラ（Erythraean Sibyl）の神託として有名になった。

### 神話

#### イーダイアー
イーダイアーはニュンペー（ニンフ）で、河神スカマンドロスの妻、トロイア王テウクロスの母。スカマドロス川（現Karamenderes川）はイーデー山からトロイアの下の平野を横切って、北のヘレスポントに流れ込む。

#### ガニュメーデース
大昔、ゼウスはトロースあるいはラーオメドーン（ともにトロイアの王）の子ガニュメーデースを欲し、イーデー山で鷲の姿で誘拐し、オリュンポス十二神の酌人にした。

#### パリス

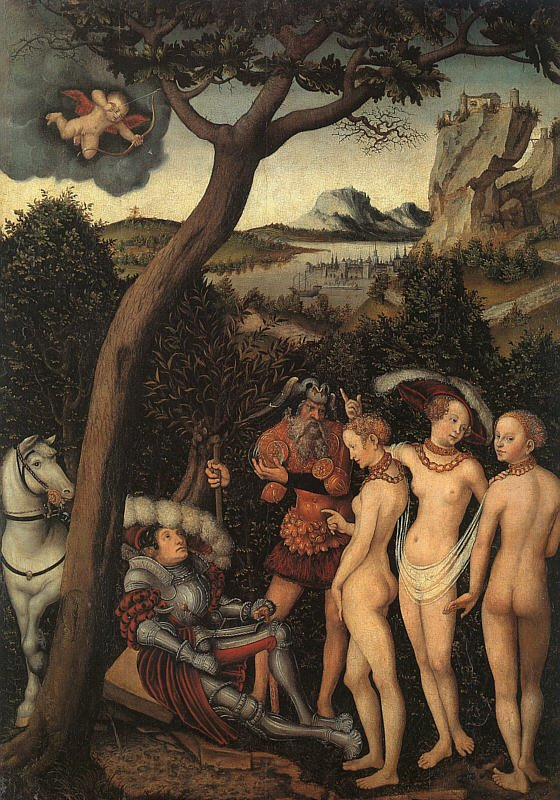
ルーカス・クラナッハ（父）『パリスの審判』1528年頃（メトロポリタン美術館蔵）

河神ケブレーンの娘のニュンペーたちはイーデー山に足繁く通っていた。その中の1人オイノーネーは予言と薬草の魔術による治癒の力を持っていた。オイノーネーはイーデー山で羊飼いをしていたパリスの妻だった。誰も（パリス自身さえ）知らなかったが、実はパリスはトロイア王プリアモスの王子だった。生まれた時、トロイアに壊滅的な未来をもたらすと予言され、聖なる斜面に捨てられた。赤ん坊を託された善良な羊飼いが赤ん坊を埋めに戻った時、牝熊（アルカイック時代の女神アルテミスの象徴）から乳を授かっていた。羊飼いは赤ん坊を家に連れて帰り、妻に育てさせ、パリスは成長したのだった。
ペーレウスとテティスの結婚式で、不和の女神エリスが投げ込んだ「最も美しい女神に」と書いた不和のリンゴにより、3女神（アテーナー、ヘーラー、アプロディーテー）が争い、審判を受けるためイーデー山に赴いた。山腹の聖なる泉で、パリスの審判が行われた。青年に成長したパリスは最も美しい女神にアプロディーテーを選んだ。アプロディーテーは褒美にヘレネーを花嫁として与え、選ばれなかった他の2女神はトロイアを怨んだ。それがトロイア戦争を引き起こした。

#### アンキーセース
やはりトロイア王子だったアンキーセース（アイネイアースの父）も、アプロディーテーから誘惑された時、イーデー山で羊の世話をして暮らしていた。

#### トロイア戦争
イーデー山はホメーロスの叙事詩にも登場する。オリュンポス十二神は、戦争の進展を見守るために山頂に集う。イーデー山は女神たちの聖地だったので、力が拡大し、ヘーラーは誘惑してゼウスの気を散らすことができ、ギリシア軍のためにヘクトールらトロイア軍を船陣から追い払おうというポセイドーンの干渉に十分な時間を与える。
トロイア包囲の際、アキレウスがアイネイアースとの決闘の前にイーデー山について言及する。アポロドーロスの『ビブリオテーケー』にもそのことは書かれている。アキレウスはギリシア軍の数名の将とともに田園地帯を荒廃させ、アイネイアースの牛を盗むためイーデー山に向かった。しかしアイネイアースは逃げ、アキレウスは牛飼いたちとプリアモスの子メーストールを殺害し、神聖な牛を追い払った。
パリスの死後、プリアモスの子ヘレノスはヘレネーを妻にしようとしてデーイポボスと争って敗れ、トロイアを去ってイーデー山に逃げるが、オデュッセウスに捕らえられた。

## 歴史

### 青銅器時代
青銅器時代には、山を含むこの地域はいくぶん変化に富んだ民族誌を持っていた。ギリシア人がテウクリと呼んでいた現在のチャナッカレ県のアイワジュックにはクレタ島の出身と言われるチェケル人はいたようだ。クレタ島にもイディ山（イデ山、イーデー山、イダ山、ギリシャ語：Ίδη）という山がある。

### 鉄器時代
ヘロドトスの『歴史』に、クセルクセス1世がイーデー山に行進したと書かれてある。